# Mariette Hansson

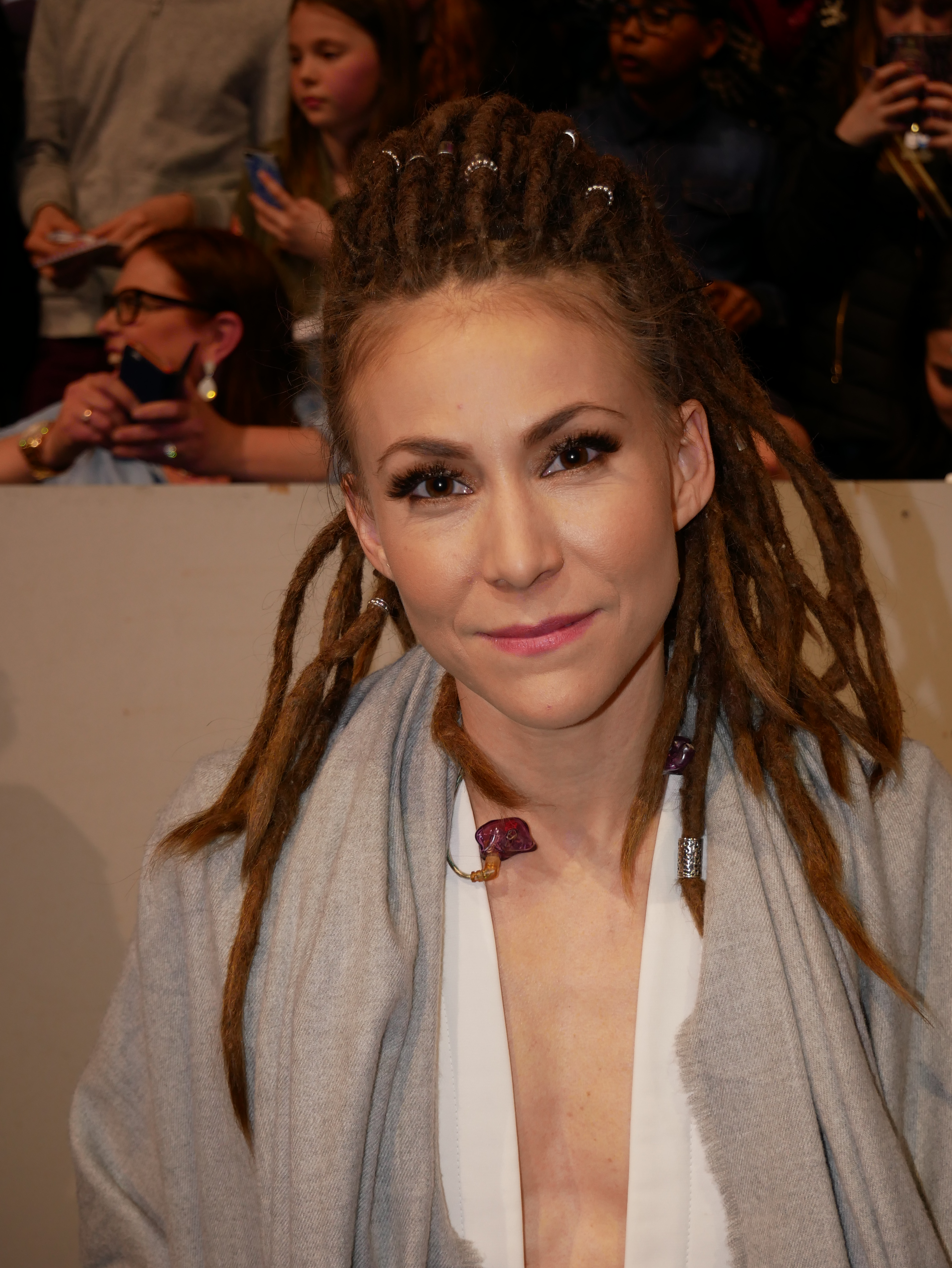
Mariette, 2017

Mariette Petra Carola Hansson (* 23. Januar 1983) ist eine schwedische Sängerin und Songwriterin, die meist unter ihrem Vornamen Mariette auftritt. Einige Zeit lang benutzte sie den Künstlernamen MaryJet. Bekanntheit erlangte sie durch ihre Teilnahme an Idol und durch mehrere Teilnahmen am Melodifestivalen.

## Leben
Hansson wuchs im Ort Harplinge in der Gemeinde Halmstad auf. Im Jahr 1999 wirkte sie im Alter von 16 an der Fernsehshow Sikta mot stjärnorna mit. Unter ihrem Künstlernamen MaryJet gab sie im Jahr 2008 ihr Debütalbum In This Skin heraus. Ein Jahr später nahm Hansson an der Castingshow Idol teil. Dort erreichte sie den vierten Platz. Im Jahr 2010 wurde sie bei der Veranstaltung Gaygalan der LGBT-Zeitschrift QX zur homo- oder bisexuellen Person des Jahres (Årets homo/bi) gewählt.
Hansson nahm im Frühjahr 2015 erstmals am schwedischen Vorentscheid für den Eurovision Song Contest, dem Melodifestivalen, teil. Beim Melodifestivalen 2015 zog sie im Halbfinale mit ihrem Beitrag Don’t Stop Believing direkt ins Finale ein. Im Finale erreichte sie den dritten Platz. Der schwedische Rundfunk Sveriges Television (SVT) wählte sie im selben Jahr als schwedische Punktesprecherin für den Eurovision Song Contest 2015 aus. Im Jahr 2015 veröffentlichte sie die EP My Revolution. Das darin enthaltene gleichnamige Lied wurde das offizielle Lied der schwedischen Prideveranstaltungen des Jahres.
Mit dem Lied A Million Years nahm sie am Melodifestivalen 2017 teil. Dabei gelang ihr zum zweiten Mal der direkte Einzug ins Finale. Im Finale belegte sie mit 99 Punkten den vierten Platz. Ein Jahr später erreichte sie mit dem Lied For You den fünften Platz beim Melodifestivalen 2018, nachdem sie wiederum direkt ins Finale gewählt worden war. Beim Eurovision Song Contest 2018 war sie Mitglied in der schwedischen Jury. Im Jahr 2019 wirkte sie an der Musikshow Stjärnornas Stjärna teil. Dort unterlag sie im Finale ihrem Konkurrenten Andreas Weise. Beim Melodifestivalen 2020 trat sie mit dem Lied Shout it out an. Sie schaffte es erneut, direkt ins Finale einzuziehen, wo sie schließlich mit 51 Punkten den zehnten Platz belegte. Im Jahr 2023 nahm sie mit ihrem Beitrag One Day am vierten Teilwettbewerb des Melodifestivalen 2023 teil. Dort erreichte sie als Vierte das Semifinale, wo sie sich ebenfalls als Vierte für das Finale qualifizierte. Im Finale erreichte sie mit 51 Punkten den achten Platz.

## Diskografie

### Alben
- 2008: In This Skin (als MaryJet)
- 2015: My Revolution (EP)

### Singles
| Jahr | Titel Album                | Höchstplatzierung, Gesamtwochen, AuszeichnungChartsChartplatzierungen (Jahr, Titel, Album, Platzierungen, Wochen, Auszeichnungen, Anmerkungen) | Anmerkungen                       |
| Jahr | Titel Album                | SE | Anmerkungen                       |
| ---- | -------------------------- | --- | --------------------------------- |
| 2009 | Because the Night (Live) – | SE41 (1 Wo.)SE |                                   |
| 2009 | Someone New (Live) –       | SE35 (2 Wo.)SE | mit Calle                         |
| 2015 | Don’t Stop Believing –     | SE27 Gold · (5 Wo.)SE | Beitrag zum Melodifestivalen 2015 |
| 2017 | A Million Years –          | SE16 Platin · (6 Wo.)SE | Beitrag zum Melodifestivalen 2017 |
| 2018 | For You –                  | SE13 (8 Wo.)SE | Beitrag zum Melodifestivalen 2018 |
| 2020 | Shout It Out –             | SE30 (2 Wo.)SE | Beitrag zum Melodifestivalen 2020 |
| 2023 | One Day –                  | SE34 (3 Wo.)SE | Beitrag zum Melodifestivalen 2023 |

Weitere Singles (Auswahl)
- 2012: Tom’s Diner
- 2014: If Only I Can
- 2015: My Revolution
- 2015: The Next Generation Calls
- 2016: Can’t Kill My Vibe
- 2017: Louder
- 2017: Pillow (Winter Song)
- 2018: Time To Spare
- 2019: O Come, All Ye Faithful (mit Carola)
- 2021: The One That Got Away
- 2022: Just du